# コルジセピン
コルジセピン (cordycepin) は、核酸系の抗生物質のひとつ。3-デオキシアデノシン (3-deoxyadenosine) とも呼ばれ、アデノシンの 3'位からヒドロキシ基が失われた構造を持つ。化合物名はノムシタケ属 (Cordyceps) から抽出されたことに由来する。
遺伝子の構成成分と競争して細胞のガン化を抑制する。